# ChIP-on-chip
In biochimica La ChIP-on-chip (anche detta ChIP-chip) è una tecnica che combina l'immunoprecipitazione della cromatina ("ChIP") con la tecnologia dei microarray ("chip"). Come la classica ChIP, la ChIP-on-chip è usata per ricercare interazioni tra proteine e DNA in vivo. In particolare, permette l'identificazione dei cistroni, insiemi di siti di legame per proteine leganti il DNA.

## Principi tecnici
Le analisi sull'intero genoma possono essere effettuate per determinare la localizzazione dei siti di legame di quasi ogni proteina d'interesse. Come suggerisce il nome della tecnica, queste proteine sono di solito quelle operanti nel contesto della cromatina. I maggiori rappresentanti di questa classe sono i fattori di trascrizione, le proteine correlate alla replicazione del DNA, come la ORC, gli istoni, le loro varianti, e le modifiche istoniche.
L'obiettivo della ChIP-on-chip è quello di identificare i siti di legame delle proteine che possano aiutare ad identificare elementi funzionali nel genoma. Per esempio, nel caso di un fattore di trascrizione come proteina d'interesse, si possono determinare i siti di legame del fattore di trascrizione in tutto il genoma. Altre proteine permettono l'identificazione di regioni promotore, enhancers, repressori e silencers, insulators, e sequenze che regolano la replicazione del DNA. Se gli istoni sono l'oggetto dello studio, si crede che la distribuzione e la localizzazione delle modificazioni possano offrire nuove intuizioni sul meccanismo della regolazione genica.
Uno degli obiettivi a lungo termine per cui la ChIP-on-chip fu progettata è di creare una serie di organismi (selezionati) che raccolgano tutte le interazioni DNA-proteine in varie condizioni fisiologiche. Questa conoscenza potrebbe in ultimo luogo aiutare a comprendere il meccanismo dietro la regolazione genica, la replicazione cellulare, e la progressione dei malanni. Quindi, la ChIP-on-chip offre non solo un enorme potenziale per allargare le nostre conoscenze riguardo all'organizzazione del genoma a livello nucleotidico, ma anche a livelli più alti di informazione e regolazione, insieme con la ricerca epigenetica.

## Supporti tecnologici
I supporti tecnologici per condurre esperimenti ChIP-on-chip sono microarray, o "chips". Questi possono essere distinti in base a varie caratteristiche:
- Tipo di sonda: i DNA array possono comprendere cDNA o prodotti di PCR spottati meccanicamente, oligonucleotidi spottati meccanicamente, o oligonucleotidi sintetizzati in situ. Le versioni iniziali dei microarray erano progettate per identificare RNA da regioni genomiche espresse (open reading frames). Nonostante questi array siano perfettamente applicabili allo studio di gene expression profiles, hanno un'importanza limitata in esperimenti ChIP-on-chip, dato che le più "importanti" proteine ricercate con questa tecnica legano regioni intergeniche. Oggigiorno, anche array "custom-made" (creati su misura) possono essere progettati e calibrati per coincidere con le richieste di un esperimento. Inoltre, qualsiasi sequenza di nucleotidi può essere sintetizzata per coprire sia regioni geniche che intergeniche.
- Dimensione della sonda: Le iniziali versioni degli array a cDNA avevano sonde lunghe circa 200pb. Le versioni più recenti usano oligonucleotidi composti da 70- (Microarrays, Inc.) a 25-meri (Affymetrix). (Feb 2007)
- Composizione della sonda: Ci sono array di DNA "tiled" (piastrellati) e "non-tiled". Gli array "non-tiled" usando sonde create secondo criteri non spaziali, ad esempio le sequenze di DNA usate come sonde non hanno distanza fissa nel genoma. Gli array "tiled", invece, selezionano una regione genomica (o anche un intero genoma) e la dividono in pezzi uguali. Questa regione è chiamata "tiled path" (via piastrellata). La distanza media tra ogni paio di pezzi vicini (misurata dal centro di ogni pezzo) fornisce la risoluzione del "tiled path". Il path può essere sovrapposto, end-to-end o spaziato.[3]
- Dimensione dell'array: I primi microarray usati per esperimenti ChIP-on-Chip contenevano circa 13,000 segmenti di DNA spottati, che rappresentavano tutte le ORF e le regioni intergeniche del genoma di lievito.[2] Oggi, l'Affymetrix offre array "tiled" dell'intero genoma di lievito con una risoluzione di 5pb (distribuito in 3.2 milioni di sonde). Gli array "tiled" di genoma umano, inoltre, vengono sempre più perfezionati. Solo per nominarne alcuni, l'Affymetrix offre un set di 7 array con circa 90 milioni di sonde, coprendo così tutta la porzione non ripetitiva del genoma umano con una spaziatura di circa 35pb. (Feb 2007)

Oltre ai microarray in sé, per effettuare esperimenti ChIP-on-chip è necessario anche ulteriore equipaggiamento hardware e software. Di solito succede che i microarray di una ditta non possano essere analizzati dagli hardware di un'altra compagnia. Quindi, comprare un array richiede anche l'acquisto di tutto la strumentazione associata. Gli elementi più importanti sono, tra gli altri, forni di ibridazione, chip scanners, e pacchetti software per la successiva analisi numerica dei dati grezzi.

## Protocollo di un esperimento ChIP-on-chip
Partendo da un problema biologico, un esperimento ChIP-on-chip può essere suddiviso in tre grandi fasi: la prima è la progettazione e l'allestimento dell'esperimento selezionando l'array e la sonda appropriati. Nella seconda fase, l'esperimento vero e proprio viene svolto nel laboratorio. Infine, durante la fase informatica, i dati raccolti vengono analizzati sia per trovare una risposta al problema iniziale che per arrivare allo studio di nuovi problemi, in modo che il ciclo possa ricominciare.

### Fase di laboratorio del protocollo
- Nella prima fase, la proteina d'interesse (POI) viene fatta legare più strettamente al sito sul DNA a cui è legata in vivo; questo passaggio viene definito "cross-linking", e di solito viene effettuato con una fissazione tramite formaldeide, reversibile con il calore.
- Quindi, le cellule vengono lisate e il DNA viene tagliato mediante sonicazione o usando nucleasi micrococciche. Questo produce frammenti di DNA a doppio filamento, di solito lunghi fino a 1kb. I frammenti cross-linked con la POI formano un complesso POI-DNA.
- Nella fase successiva, solo questi complessi vengono filtrati dal set di frammenti di DNA, usando un anticorpo specifico per la POI. Gli anticorpi possono essere legati ad una superficie solida, o avere magnetic beads, o qualsiasi altra proprietà che permetta la separazione tra i complessi cross-linked e i frammenti non legati. Questa procedura è essenzialmente una immunoprecipitazione (IP). Esistono due maniere alternative per realizzare questa filtrazione:
  - immunoprecipitazione della proteina marcata con un anticorpo contro il marcatore (ad es. FLAG, emoagglutinina, c-myc)
  - purificazione per affinità, che non richiede l'uso di anticorpi, come la Tandem Affinity Purification (TAP)
- Il cross-link tra la POI e il DNA viene annullato (di solito usando calore) e i filamenti di DNA vengono purificati. Per il resto della procedura, la POI non è più necessaria.
- Dopo una fase di amplificazione e denaturazione, i frammenti di DNA a singolo filamento vengono marcati con un marcatore fluorescente, come Cy5 o Alexa 647.
- Infine, i frammenti vengono distribuiti su tutta la superficie dell'array, che è spottato con brevi sequenze a singolo filamento che coprono la porzione genomica di interesse. Quando un frammento marcato "trova" un frammento complementare sull'array, questi si ibridano e riformano un frammento di DNA a doppio filamento.
- L'analisi quantitativa e qualitativa di DNA e proteine da campioni molto piccoli sono fasi essenziali durante l'intera procedura di laboratorio. Alcuni strumenti di nuova generazione (nanophotomer) permettono l'analisi di concentrazioni molto basse di campioni.

### Fase informatica del protocollo
- Dopo un lasso di tempo sufficiente a permettere l'ibridazione, l'array viene sottoposto ad illuminazione fluorescente. Le sonde sull'array ibridate a uno dei frammenti marcati emettono così un segnale che viene catturato da una fotocamera. Questa immagine contiene tutti i dati grezzi necessari alla restante parte della procedura.
- Questi dati grezzi, codificati come immagini in falso colore, devono essere convertiti in valori numerici prima che la vera e propria analisi possa essere effettuata. L'analisi e l'estrazione delle informazioni dai dati grezzi rimangono spesso le parti più impegnative di un esperimento ChIP-on-chip. I problemi sorgono in tutta questa parte della procedura, e vanno dalla lettura iniziale del chip, ai metodi utilizzabili per eliminare il rumore di fondo, e infine all'uso di algoritmi appropriati per normalizzare i dati e renderli disponibili per la successiva analisi statistica, che si spera porti ad una migliore comprensione del problema biologico iniziale, a cui si è cercato di trovare una soluzione. Inoltre, a causa dell'esistenza di varie piattaforme per array e della mancanza di standardizzazione tra loro, lo stoccaggio e lo scambio dei dati rappresentano un enorme problema. In generale, l'analisi dei dati può essere divisa in tre grandi fasi:

1. Durante la prima fase, i segnali fluorescenti catturati dall'array vengono normalizzati, usando segnali di controllo provenienti dallo stesso chip o da un altro. Questi segnali di controllo permettono di capire quali sonde si sono ibridate all'array correttamente e quali si sono legate in maniera aspecifica.
2. Nella seconda fase, vengono applicati test numerici e statistici per controllare i dati per identificare zone del genoma arricchite della proteina di interesse. I metodi più utilizzati sono questi tre: median percentile rank, single-array error, e sliding-window. Questi metodi di in generale differiscono per la maniera in cui i segnali a bassa intensità vengono trattati, per la quantità di rumore di fondo accettato e su quale porzione dei dati si pone più attenzione durante l'elaborazione. Negli ultimi tempi, l'approccio sliding-window sembra essere il favorito, ed è spesso descritto come il più potente.
3. Nella terza fase, queste regioni vengono ulteriormente analizzate. Se, per esempio, la POI era un fattore di trascrizione, queste regioni rappresenterebbero i suoi siti di legame. Le successive analisi quindi potrebbero incentrarsi su motivi nucleotidici e altri pattern che permettono una migliore comprensione funzionale del genoma.

## Vantaggi e svantaggi
Usando i tiled arrays, la ChIP-on-chip permette mappe dell'intero genoma ad alta risoluzione. Queste mappe possono determinare i siti di legame di molte proteine, come i fattori di trascrizione, e anche modificazioni della cromatina.
Nonostante la ChIP-on-chip sia una tecnica potente nel campo della genomica, è molto costosa. Gli studi maggiormente pubblicati che hanno usato la tecnologia ChIP-on-chip ripetono i loro esperimenti almeno tre volte per assicurare che le mappe ottenute abbiano un reale significato biologico. Il costo dei microarray di DNA rappresenta spesso un fattore limitante nella scelta di un approccio ChIP-on-chip. Un'altra limitazione è costituita dalla dimensione dei frammenti di DNA che si possono ottenere. Molti protocolli di ChIP-on-chip sfruttano la sonicazione come metodo di rottura del DNA in piccoli frammenti. Comunque, la sonicazione è limitata da una dimensione minima dei frammenti di 200 pb. Per mappe a maggiore risoluzione, questa limitazione andrebbe superata per poter ottenere frammenti di dimensioni minori, preferibilmente alla risoluzione di singoli nucleosomi. Come accennato precedentemente, l'analisi statistica dell'enorme mole di dati generati dall'array rappresenta una vera sfida, e le procedure di normalizzazione dovrebbero mirare a minimizzare gli artefatti e determinare cosa sia davvero biologicamente significativo. Finora, l'applicazione al genoma di mammiferi è stata molto limitata, ad esempio a causa della significativa percentuale di genoma occupata da ripetizioni. Comunque, con l'avanzare della tecnologia ChIP-on-chip, dovrebbe essere possibile ottenere mappe ad alta risoluzione dell'intero genoma dei mammiferi.
Gli anticorpi usati per la ChIP-on-chip possono rappresentare un importante fattore limitante. La ChIP-on-chip richiede anticorpi altamente specifici, che riconoscano il loro epitopo in soluzione e anche in condizioni fisse. Per superare il problema della specificità, la proteina di interesse può essere fusa ad un marcatore come FLAG o emoagglutinina che vengano riconosciuti dagli anticorpi. Un'alternativa alla ChIP-on-chip che non richiede l'uso di anticorpi è la DamID.

## Storia
Un primo esperimento ChIP-on-chip fu effettuato nel 1999 per analizzare la distribuzione della coesina lungo il cromosoma 3 di lievito. Nonostante il genoma non fosse completamente rappresentato, il protocollo usato in questo studio rimane identico a quelli usati negli studi seguenti. La tecnica ChIP-on-chip che usasse tutte le ORF del genoma (che comunque rimane incompleto, mancando le regioni intergeniche) è stata applicata con successo in tre articoli pubblicati nel 2000 e nel 2001. Gli autori hanno identificato i siti di legame di fattori di trascrizione nel lievito Saccharomyces cerevisiae. Nel 2002, il gruppo di Richard Young ha determinato le posizioni nell'intero genoma di lievito di 106 fattori di trascrizione usando un sistema di marcatura c-Myc. Altre applicazioni per la ChIP-on-chip includono la replicazione del DNA, la ricombinazione genetica, e la struttura della cromatina. Da allora, la ChIP-on-chip è diventata un potente strumento nella costruzione di mappe dell'intero genoma di modificazioni degli istoni e molti altri fattori di trascrizione. L'uso della ChIP-on-chip nei mammiferi è stato difficile a causa del vasto genoma e della quantità di ripetizioni presenti. Quindi, molti studi sulle cellule di mammiferi si sono occupati di regioni promotrici che si è ipotizzato legassero fattori di trascrizione, e non hanno analizzato l'intero genoma. Comunque, array dell'intero genoma dei mammiferi sono stati recentemente resi disponibili in commercio da compagnie come Nimblegen. In futuro, con l'avanzare della tecnologia ChIP-on-chip, mappe dell'intero genoma di mammifero di proteine leganti il DNA e componenti della cromatina saranno analizzate più in dettaglio.

## Analisi e Software
CoCAS: un software gratuito per analisi di esperimenti ChIP-on-Chip Agilent.
 rMAT: implementazione R dal programma MAT per normalizzare e analizzare tiling arrays e dati ChIP-on-chip.